# Курская-Коренная икона Божией Матери
Ку́рская-Коренна́я ико́на Бо́жией Ма́тери «Зна́мение» — православная икона Богоматери с Младенцем, окружённая по краям изображениями Господа Саваофа и ветхозаветных пророков. Почитается как чудотворная. Принадлежит к иконописному типу Оранта (Знамение). Оригинал находится в синодальном Знаменском соборе Русской православной церкви заграницей в Нью-Йорке, США.

## Дни празднования
- 8 марта (21 марта) — в память невредимости иконы от злоумышленников, пытавшихся взорвать икону в Знаменском соборе Курска в 1898 году[2],
- 9-я пятница по Пасхе — ежегодный крестный ход с иконой из Курского Знаменского монастыря в Коренную пустынь,
- 8 сентября (21 сентября) — в память обре́тения иконы в 1295 году в день Рождества Пресвятой Богородицы,
- 27 ноября (10 декабря) — праздник иконы Божией Матери «Знамение»[3].

## История

### В России
По преданию, известному с XVII—XVIII веков, икона была обретена 8 сентября 1295 года, в день Рождества Пресвятой Богородицы, в лесу, недалеко от сожжённого татарами Курска. Охотник нашёл небольшую икону, лежавшую ликом вниз на корне дерева (отсюда название иконы — Коренная), и когда он поднял её, чтобы рассмотреть, из того места, где лежала икона, забил родник. На этом месте он вместе с товарищами срубил небольшую часовню, куда и поместили икону. Однако, по мнению историка Алексея Раздорского, обретение иконы относится к концу XV ― началу XVI века.
В 1383 году Курская земля снова подверглась разграблению татарами. Татары разрубили икону пополам, сожгли часовню и увели в плен священника. По преданию, через некоторое время священник, отец Боголюб, выкупленный из плена, нашёл расколотые татарами части чудотворной иконы, сложил их вместе — и они срослись. Священник соорудил хижину на месте обретения иконы, куда её и поместил. К этому же времени относится чудо спасения охотника Малюты от крымских татар на дереве над этим местом.
В 1597 году по повелению царя Феодора Иоанновича икона была взята в Москву и по её краям были добавлены изображения Господа Саваофа и ветхозаветных пророков. Царь повелел восстановить разорённый татарами Курск, намереваясь вернуть туда икону. В том же году образ был перенесён в основанную на месте обретения иконы Коренную пустынь, а затем ― в Курск, где образ поставили в соборе Воскресения Христова.
В 1604 году Григорий Отрепьев приказал привезти Курскую Коренную икону в свою ставку в Путивле. Отрепьев носил образ с собой в сражениях, затем привез её в Москву и поставил в царских чертогах.
В 1615 году царь Михаил Феодорович вернул икону на Курскую землю, где по его приказу был основан Знаменский монастырь. Сначала икона находилась на прежнем месте в Воскресенском соборе Курска. В 1618 году икона была перенесена в храм Рождества Пресвятой Богородицы Знаменского монастыря, а затем в Знаменский собор этого монастыря, где пребывала до 1918 года.
В 1676 году чудотворная икона «выезжала» на Дон для благословения казацких войск.
В 1812 году Курское городское общество послало в действующую против французов армию Михаила Кутузова список с иконы.
8 марта 1898 года в Курском Знаменском соборе трое революционно настроенных юношей во главе с Уфимцевым, желая подорвать народную веру в чудотворную силу иконы, подложили бомбу рядом с иконой. Взрывом, произведённым в 1:50 ночи, были совершены разрушения в храме, но икона осталась невредимой. Этому событию посвящено стихотворение Владимира Соловьёва «Знамение». Вопреки ожиданиям террористов, это происшествие не пошатнуло, а укрепило славу иконы и усилило её почитание.
В 1918 году на икону был надет серебряный с голубой эмалью оклад, в котором она находится и в настоящее время.

### За пределами России

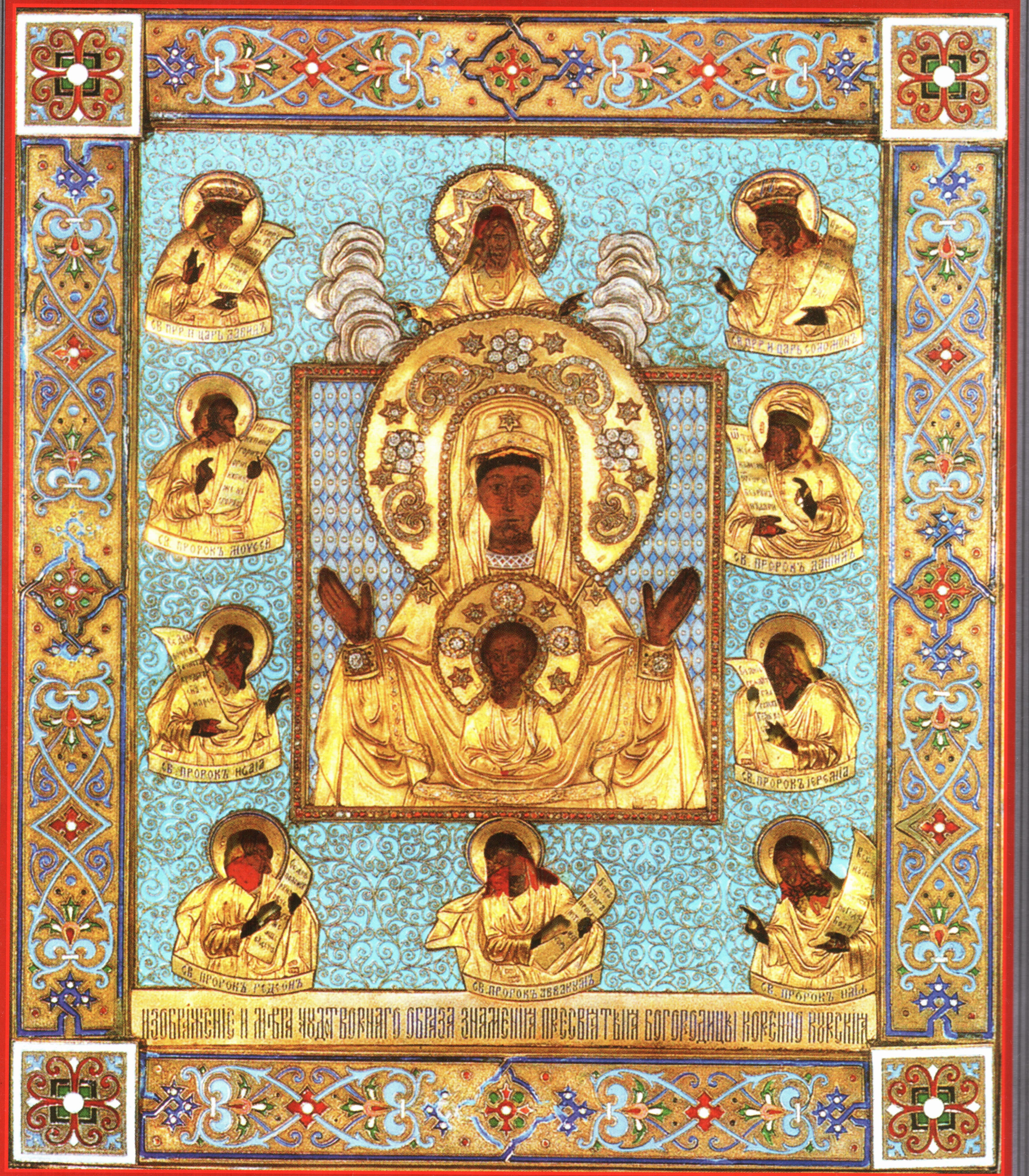
Курская-Коренная икона «Знамение» в окладе, Знаменский собор в Нью-Йорке.

Во время Гражданской войны икона находилась в Курском Знаменском монастыре. В конце октября 1919 года, когда войска генерала Деникина оставляли город, икона была вывезена из Курска. Дальнейший её путь проходил через Обоянь, Белгород, Таганрог, Ростов-на-Дону, Екатеринодар, Новороссийск.
1 марта 1920 года епископ Курский Феофан (Гаврилов) на пароходе «Святой Николай» привёз икону в Сербию.
В сентябре 1920 года по просьбе генерала Врангеля икону вернули в Крым в Белую армию.
29 октября 1920 года образ покинул Россию с врангелевской эвакуацией. Икона вновь прибыла в Сербию, где пребывала в монастыре Язак на Фрушковой горе в Воеводине.
С 1925 года образ находился в русской Троицкой церкви в Белграде.
После того как Архиерейский синод Русской православной церкви заграницей во главе с митрополитом Анастасием в ноябре 1944 года из Белграда эвакуировался в Карлсбад (Карловы Вары), икона несколько месяцев находилась в карлсбадской церкви Петра и Павла; затем — в Мюнхене и Женеве.
В 1950 году первоиерарх Русской православной церкви заграницей митрополит Анастасий переехал в Америку. В 70 километрах от Нью-Йорка была создана Ново-Коренная пустынь, куда в 1951 году прибыла Курская-Коренная икона. Икона пребывала там недолго. По настоянию митрополита Анастасия её отправили в Нью-Йорк, где она сначала находилась в Знаменском синодальном подворье, а с 1958 года — в специально построенном Знаменском синодальном соборе. В настоящее время в Новокоренной пустыне икона пребывает в летнее время.
12 сентября 2009 года после 90-летнего отсутствия Курская-Коренная икона посетила Россию. С 12 по 23 сентября икона находилась в храме Христа Спасителя в Москве, а затем в Курске. 2 октября икона была возвращена в Нью-Йорк. В 2012 году икону привозили в Россию во второй раз.

## События

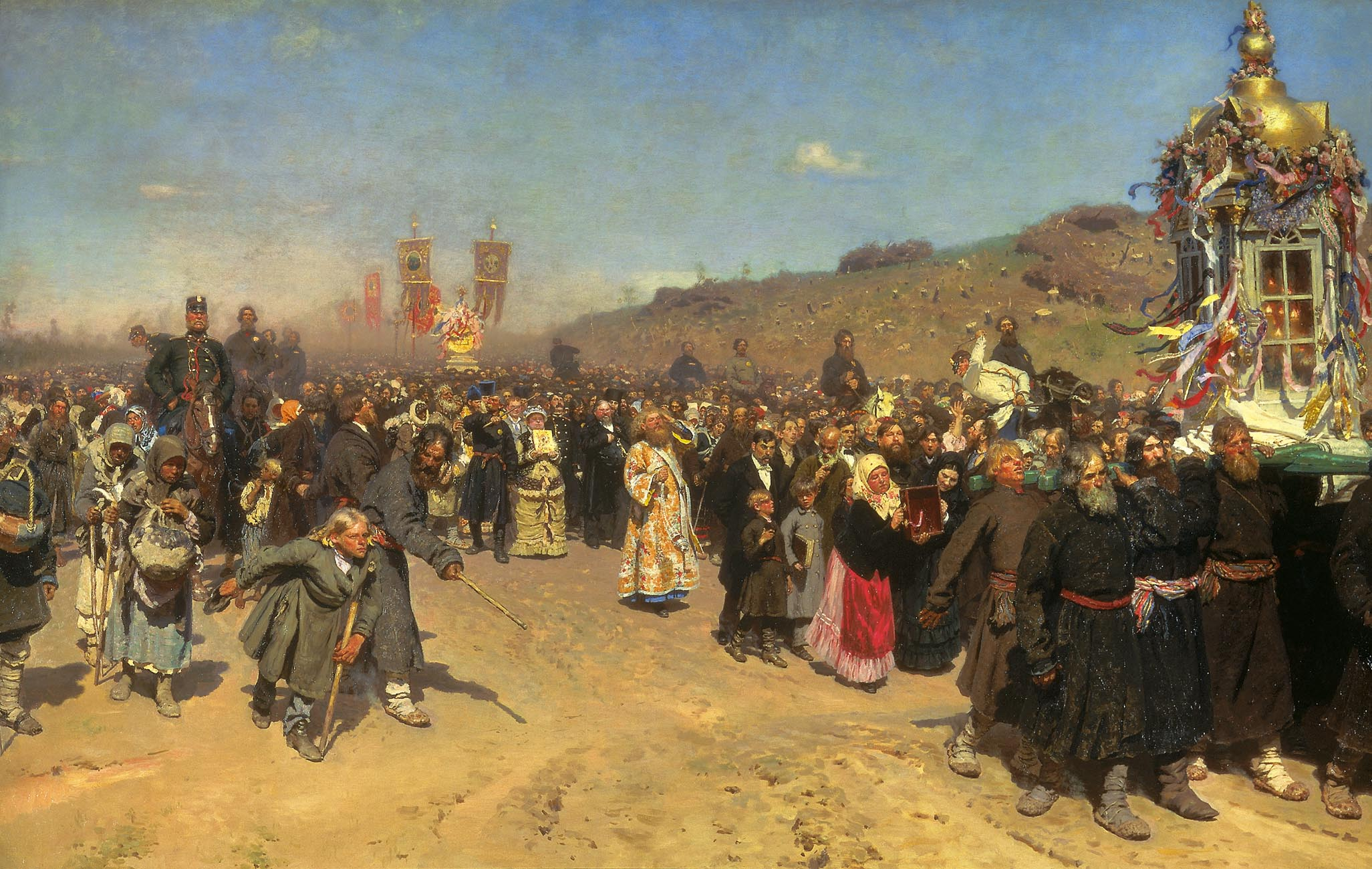
Илья Репин. Крестный ход в Курской губернии.

Преподобный Серафим Саровский родился и вырос в Курске. В 1769 (или 1764) году в возрасте 10 лет он тяжело заболел, и родители не надеялись на его выздоровление. Однако ему явилась Божия Матерь и обещала посетить его и исцелить от болезни. Через несколько дней, в 9-ю пятницу после Пасхи, по их улице проходил ежегодный крестный ход с Курской Коренной иконой. Из-за внезапно начавшегося дождя процессия зашла к ним во двор. Икону пронесли над больным ребёнком, и он приложился к ней. Больной вскоре выздоровел.
Это был последний крестный ход перед его запрещением во время царствования императрицы Екатерины II. Только при императорах Павле I и Александре I крестные ходы с Курской Коренной иконой «Знамение» возобновились и превратились в самые величественные и многолюдные крестные ходы в России.
В июле 1966 года архиепископ Русской православной церкви заграницей Иоанн Шанхайский посетил с Курско-Коренной иконой Свято-Николаевский приход в Сиэтле. 2 июля во время молитвы перед этой иконой в своей келье он скончался.

## Хранители Курской Коренной иконы

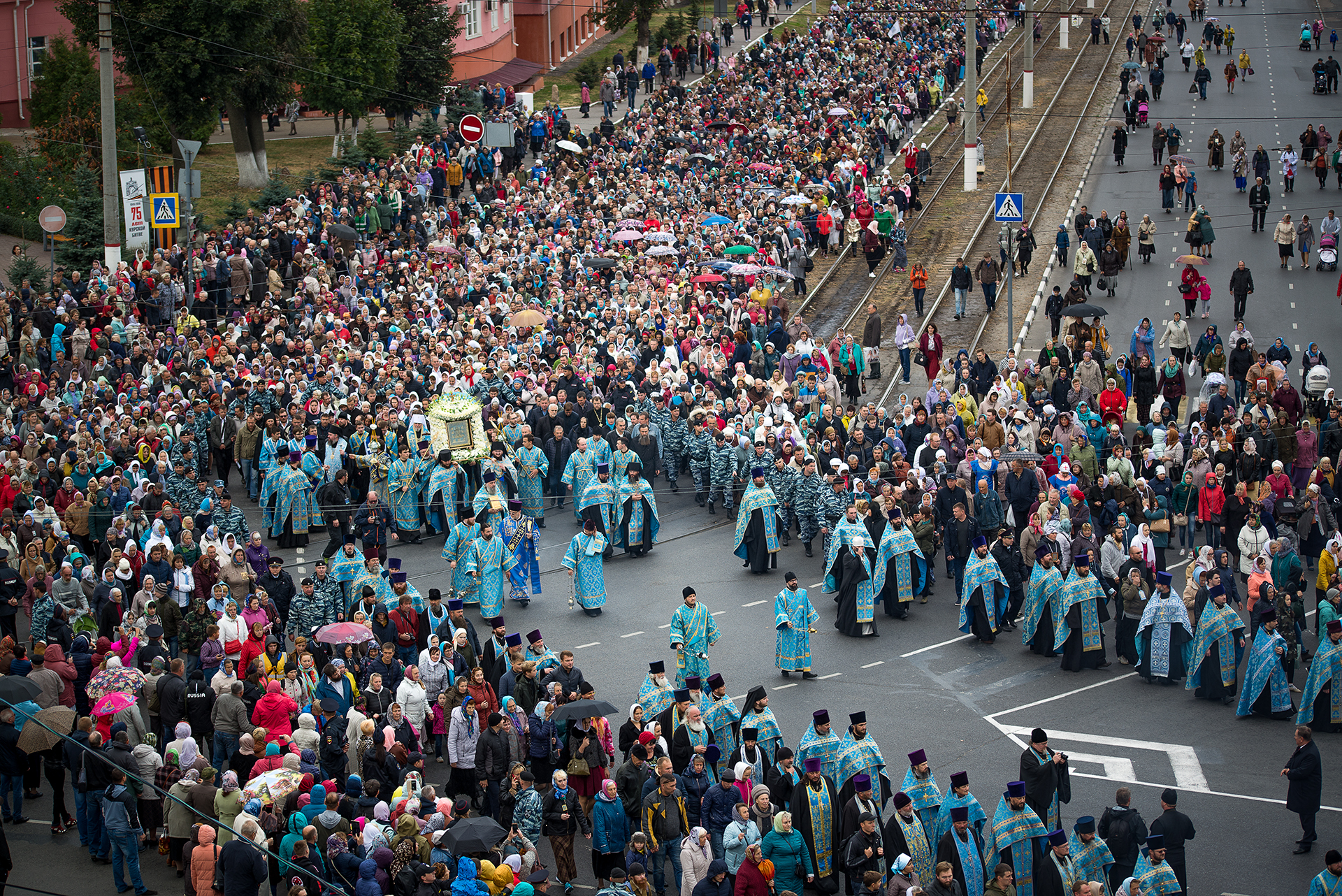
Крестный ход в Курске 25 сентября 2018 года

Первым хранителем иконы считается епископ Курский Феофан (Гаврилов). Именно им икона была вывезена из России и через Турцию привезена в Грецию, где находилась непродолжительное время, после чего была перенесена в Сербию. Во время войны митрополитом Анастасием икона через Австрию была доставлена в Германию. В Мюнхене хранителем иконы стал архимандрит Аверкий (Таушев), посещавший с ней прихожан и беженцев. В штат Нью-Йорк икона попала в 1951 году вместе с архимандритом Аверкием. Через некоторое время последовало назначение хранителем иконы протоиерея Бориса Крицкого, путешествовавшего с нею по приходам Русской зарубежной церкви.
После его смерти в 1989 году тогдашний первоиерарх Русской зарубежной церкви митрополит Виталий сам стал хранителем иконы, и разные священники получали от него назначения путешествовать с нею.
В декабре 2010 года хранителем Курской Коренной иконы Божией Матери назначен диакон Николай Ольховский (ныне митрополит и седьмой Первоиерарх Русской зарубежной церкви).

## Современность

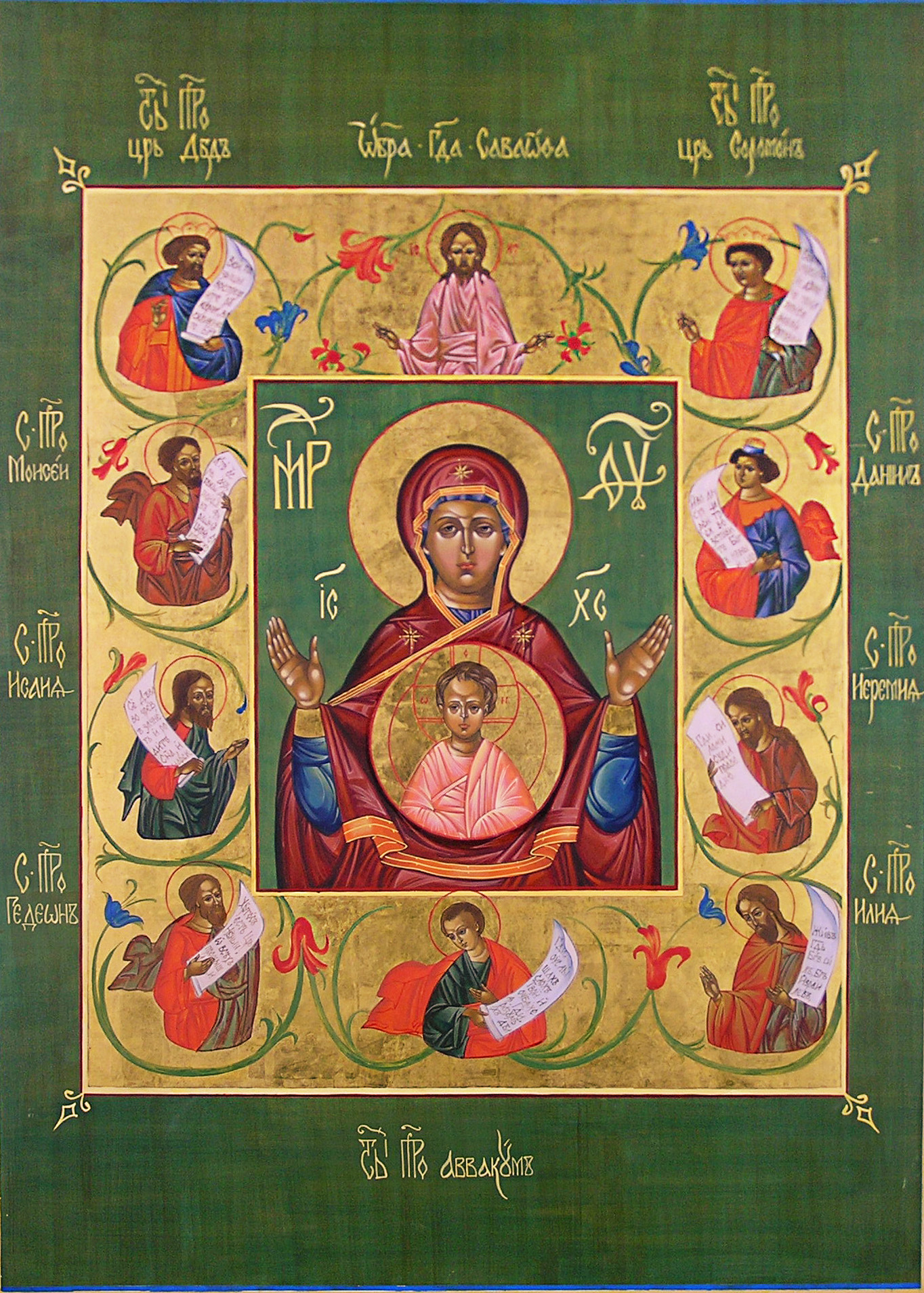
Знамение. Курская Коренная икона, темпера, золочение, храм Рождества Христова, Курская область, Россия, 2005 год, Ольга Ляшенко

По старинному православному канону пишутся современные иконы Курской Божией Матери. Одна из них была написана в 2005 году для храма Рождества Христова в селе Уланок Курской области художником, иконописцем и реставратором Ольгой Ляшенко.